# Sesoko-jima
Sesoko-jima (jap. 瀬底島) ist eine japanische Insel der Okinawa-Inseln.

## Geografie

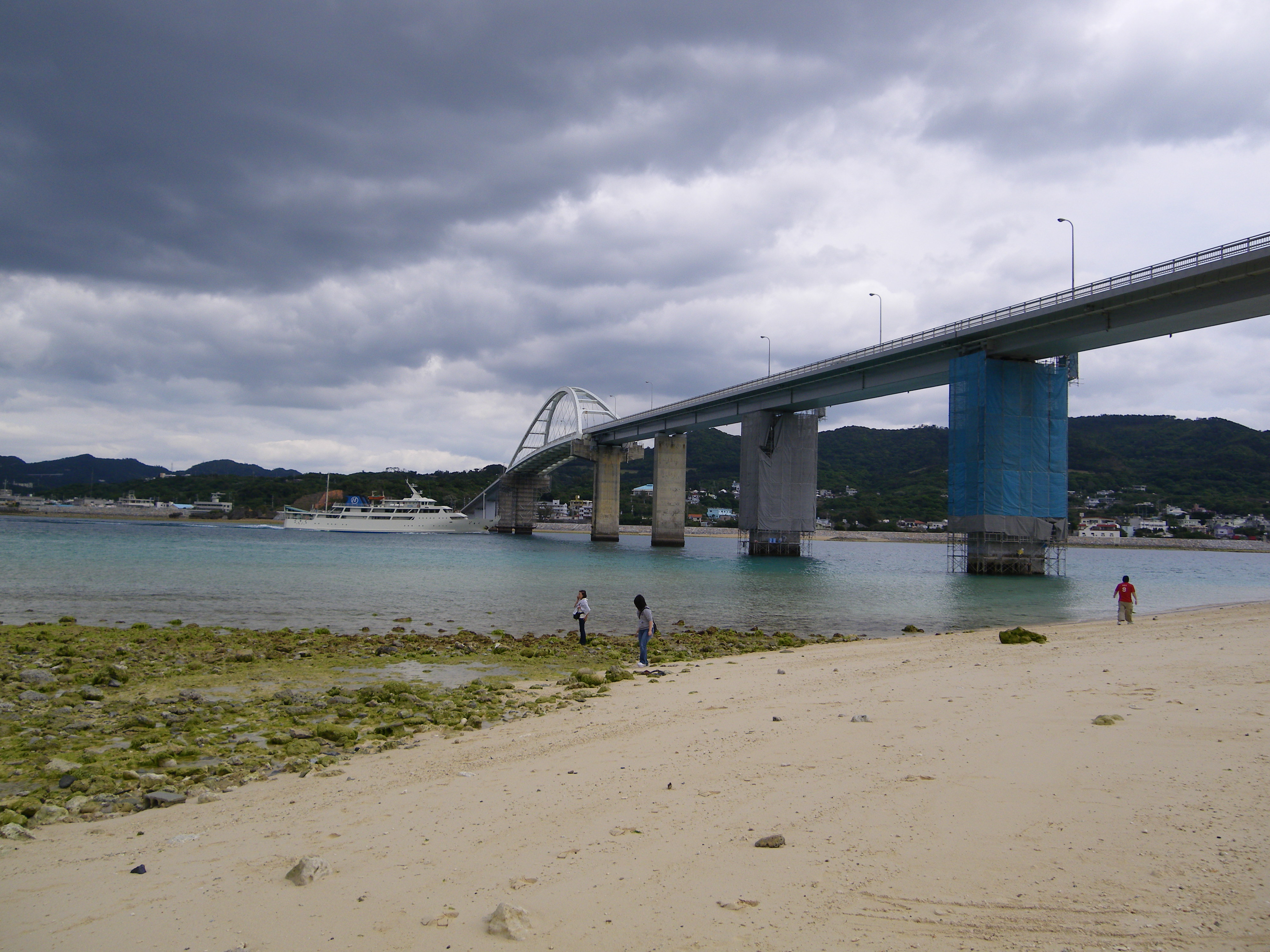
Brücke Sesoko-ōhashi

Sesoko-jima ist 2,99 km² groß und erhebt sich bis auf 76 m. Sie ist umgeben von einem Korallenriff.
Die Insel liegt 600 m westlich der Motobu-Halbinsel von Okinawa und ist mit dieser über die 762 m lange Brücke Sesoko-ōhashi (瀬底大橋) verbunden die im Februar 1985 erbaut wurde. Administrativ gehört die Insel neben der benachbarten Insel Minna-shima zum Ortsteil Sesoko der Gemeinde Motobu, deren restliche Ortsteile sich auf Okinawa befinden. Auf der Insel gibt es eine Grund- und Mittelschule mit etwa 50 Schülern.